# Neopipo cinnamomea
Neopipo cinnamomea là một loài chim trong họ Tyrannidae.